# MG GS
| Sterne im C-NCAP-Crashtest (2015) |

Der MG GS ist ein SUV der chinesischen Marke MG, das bei SAIC Motor gebaut wurde.

## Geschichte

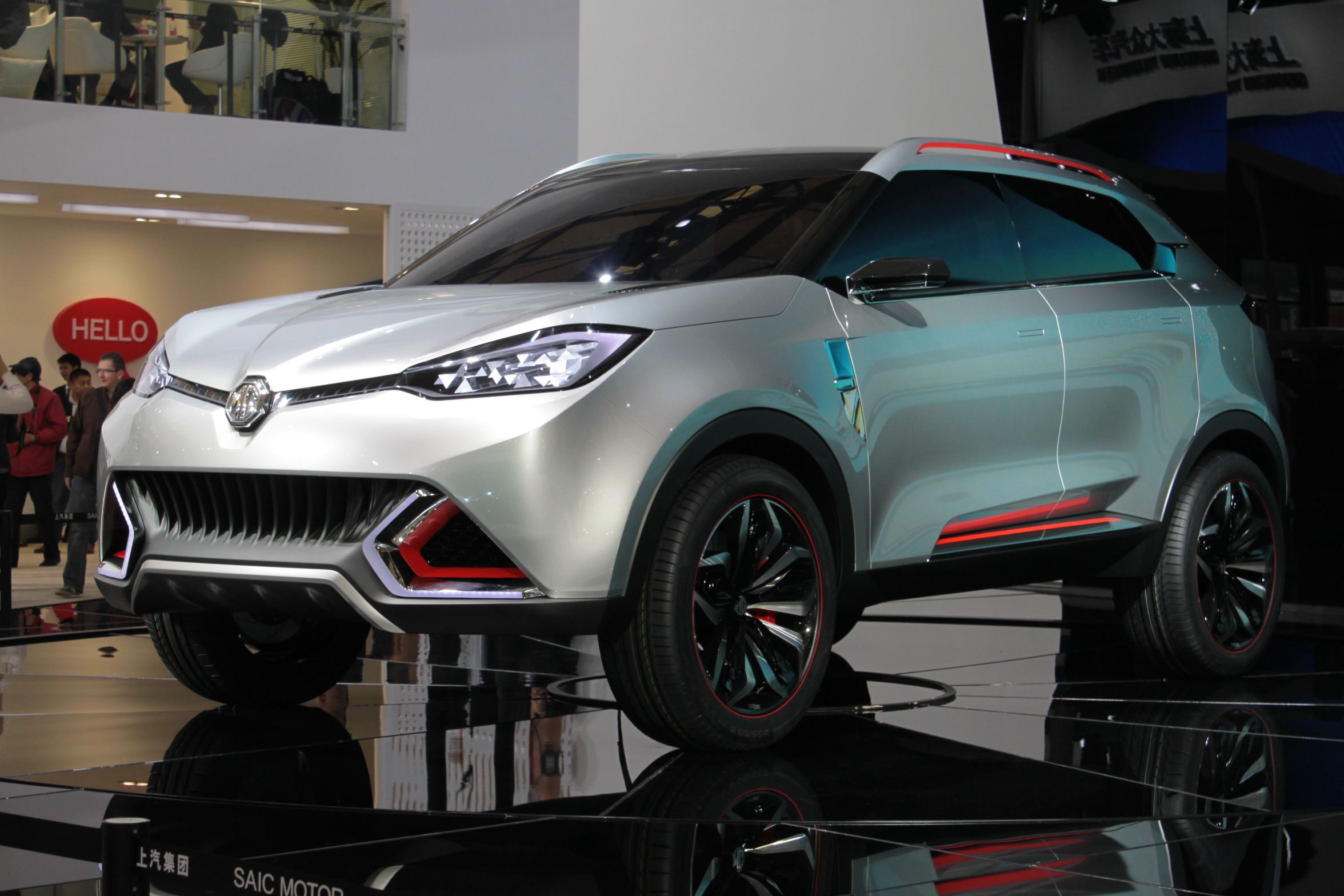
MG CS Concept

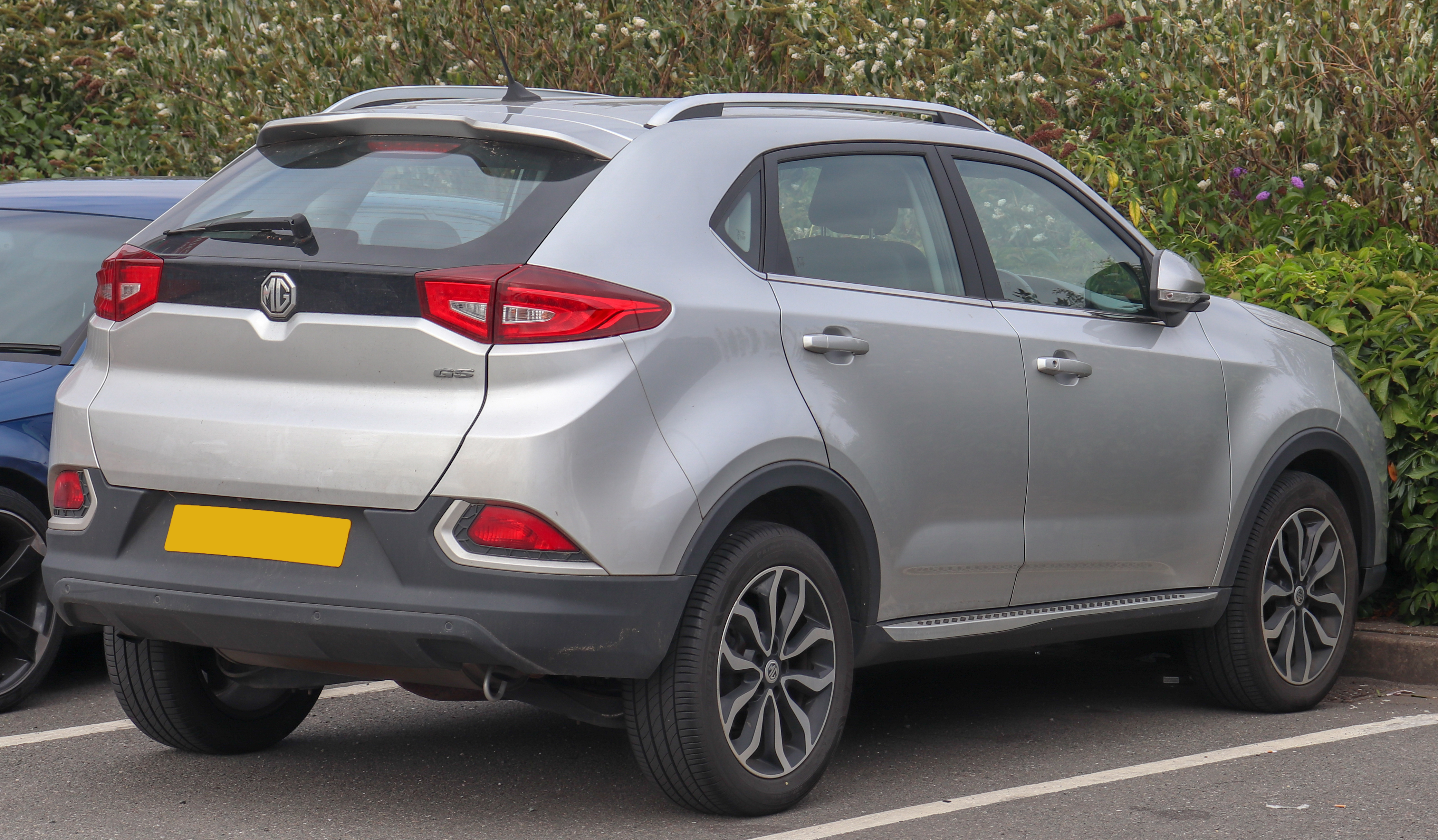
Heckansicht

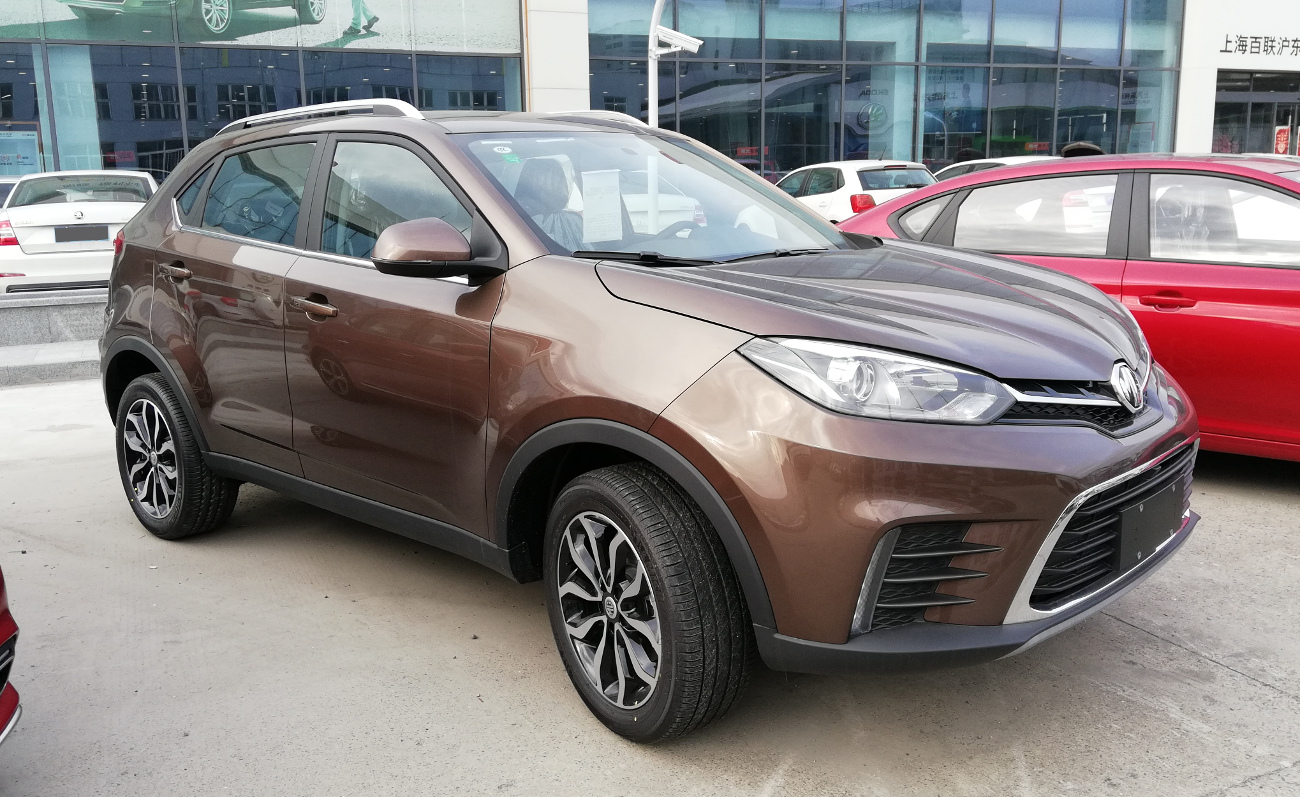
MG GS (2016–2019)

Einen ersten Ausblick auf einen SUV der Marke wurde auf der Shanghai Auto Show im April 2013 mit dem Konzeptfahrzeug MG CS Concept präsentiert. Das Serienmodell kam schließlich am 18. März 2015 als MG GS in China auf den Markt. In Großbritannien wurde der GS auf der London Motor Show im Mai 2016 vorgestellt, einen Monat später kam er dort in den Handel. Im Dezember 2016 wurde das SUV überarbeitet. In Deutschland wurde das Fahrzeug nicht angeboten.

## Technische Daten
Als Antriebsvarianten stehen ein 1,5-Liter-Ottomotor mit 124 kW (169 PS) und ein 2,0-Liter-Ottomotor mit 162 kW (220 PS) zur Verfügung, die auch im Roewe RX5 zum Einsatz kommen. Beide Triebwerke sind aufgeladen und optional mit Allradantrieb kombinierbar. Im Vereinigten Königreich wird nur der schwächere Motor mit Vorderradantrieb in drei Ausstattungsvarianten angeboten.
|                                             | 1.5T                             | 2.0T                           |
| Bauzeitraum                                 | 2015–2019                        | 2015–2019                      |
| Motorkenndaten                              |                                  |                                |
| Motortyp                                    | R4-Ottomotor                     | R4-Ottomotor                   |
| Hubraum                                     | 1490 cm³                         | 1995 cm³                       |
| max. Leistung bei min−1                     | 124 kW (169 PS) / 5600           | 162 kW (220 PS) / 5000–5300    |
| max. Drehmoment bei min−1                   | 250 Nm / 1700–4400               | 350 Nm / 2500–4000             |
| Kraftübertragung                            |                                  |                                |
| Antrieb, serienmäßig                        | Vorderradantrieb                 | Vorderradantrieb               |
| Antrieb, optional                           | Allradantrieb                    | Allradantrieb                  |
| Getriebe, serienmäßig                       | 6-Gang-Schaltgetriebe            | 6-Gang-Doppelkupplungsgetriebe |
| Getriebe, optional                          | [7-Gang-Doppelkupplungsgetriebe] | —                              |
| Messwerte                                   |                                  |                                |
| Höchstgeschwindigkeit                       | 190 km/h                         | 208 km/h                       |
| Beschleunigung, 0–100 km/h                  | k. A. [10,5 s]                   | 8,2 s                          |
| Kraftstoffverbrauch auf 100 km (kombiniert) | 6,1 l Super [6,2 l Super]        | 7,9–8,3 l Super                |
| Tankinhalt                                  | 55 l                             | 55 l                           |